# Särgar (Arjeplogs socken, Lappland, 730995-157914)
Särgar är en sjö i Arjeplogs kommun i Lappland och ingår i Umeälvens huvudavrinningsområde. Särgar ligger i Laisälven Natura 2000-område.